# 矢場とんブースターズ
矢場とんブースターズ（やばとんブースターズ）は、愛知県名古屋市に本拠地を置き、日本野球連盟に加盟している社会人野球のクラブチームである。
運営母体は、味噌カツ専門店の矢場とん。監督・コーチ・選手は、全員同社の社員であり、練習は仕事の合間を縫って行なわれている。

## 概要
2015年、愛知県名古屋市に本社を置く味噌カツ専門店の矢場とんが硬式野球部『矢場とんブースターズ』を設立。同年4月に、社会人野球のクラブチームとして日本野球連盟に登録承認された。
2016年、全日本クラブ野球選手権大会に初出場を果たす。
背番号については、必ず監督が88、コーチが10を着け、2人で「8810（矢場とん）」になるというダジャレが設定されている。

## 沿革
- 2015年
  - 4月 - 矢場とんの硬式野球部『矢場とんブースターズ』として発足。
- 2016年
  - 6月 - 第41回全日本クラブ野球選手権大会東海地区予選に初出場で優勝。
  - 9月 - 西武プリンスドームで行なわれた第41回全日本クラブ野球選手権大会に初出場（初戦敗退）。
  - 10月 - 第9回エディオンカップで初優勝。
  - 11月 - JABA東海地区クラブ選手権に初出場で優勝。
- 2017年
  - 11月 - 第10回エディオンカップで大会史上初となる二連覇を達成。
  - 同月 - JABA東海地区クラブ選手権で二連覇。
- 2018年
  - 6月 - 第43回全日本クラブ野球選手権大会東海地区予選で優勝（2年ぶり2回目）。
  - 11月 - 第11回エディオンカップで大会三連覇を達成。
- 2019年
  - 7月 - 第44回全日本クラブ野球選手権大会東海地区予選で優勝（2年連続3回目）。
  - 11月 - 第12回エディオンカップで大会四連覇を達成。
- 2022年
  - 11月 - JABA東海地区クラブ選手権で優勝。
- 2023年
  - 7月 - 第47回全日本クラブ野球選手権大会東海地区予選で優勝（4年ぶり4回目）。
  - 9月 - 三条パール金属スタジアムなどで行われた第47回全日本クラブ野球選手権大会において全国大会初勝利。準優勝。

## 私設応援団「わらじとんかつ」
ブースターズはクラブチームながら応援団が存在する。2015年6月2日発足。社会人野球チームの応援団は社員や後援会によって結成される公式応援団が一般的だが、ブースターズは矢場とんの常連客らによって結成された、会社公認の私設応援団である。そのため団員に同社社員は一人も含まれていない。しかも団員のほとんどが関西在住のため、試合以外の活動(練習等)は基本的に大阪を中心とした関西を拠点としている。

応援スタイルは、社会人野球チームで定番のブラスバンド形式ではなく、どちらかと言えばプロ野球に近いスタイルを取っている。これは団員のほとんどが元来プロ野球のファンである為だと言う。なお使用される楽器はトランペットをメインに、一部団員はトロンボーンやユーフォニアムを担当している模様。

また、兵庫県西宮市を本拠地とする関メディベースボール学院の私設応援団と縁があり、関メディの試合へ友情応援に駆けつけることもある。

2021年からは私設応援団(HIDATRAS)が結成され、わらじとんかつと共に活動している。HIDATRASは元々千葉ロッテマリーンズファンの仲間同士で結成され、サッカー応援に近いスタイルで活動している。2023年からは横断幕や旗なども出している。

## 主要大会の出場歴・最高成績
- 全日本クラブ野球選手権大会 - 出場4回

## 元プロ野球選手の競技者登録
- 藤王康晴（元：中日ドラゴンズ、日本ハムファイターズ） - 監督（2015年）
- 片貝義明（元：中日ドラゴンズ） - コーチ（2015年）→監督（2016年～2020年）→総監督(2021年〜)
- 高橋三千丈（元：中日ドラゴンズ） - コーチ（2018年～2020年）→副部長(2021年～)